# Израильско-южнокорейские отношения
Израильско-южнокорейские отношения — дипломатические, коммерческие и культурные связи между Израилем и Южной Кореей. Южная Корея поддерживает отношения с Израилем с 1948 года и в 1962 году оба государства официально начали двусторонние дипломатические отношения. Израиль и Южная Корея выражали интерес в укреплении отношений во всех сферах, особенно в оборонной, но также и в области возобновляемой энергетики, науке и технологии, двусторонней торговле.

## Ранняя история
Корея и Израиль установили официальные дипломатические отношения 10 апреля 1962 года. Однако, отношения между двумя странами начались еще раньше, непосредственно после начала Корейской войны в 1950 году. Давид Бен-Гурион, первый премьер министр Израиля, поддержал отправку израильских военных для объединения с силами ООН в Корее. Однако, политическая партия МАПАМ была против, так как поддерживала Северную Корею, а не Южную. В качестве компромисса, вместо отправки войск, правительство Израиля послало $100,000 в виде лекарств и продовольствия правительству Южной Кореи.
Окончание Корейской войны укрепило отношения между Израилем и Южной Кореей. Израиль изменил свою внешнюю политику неотождествления на союзничество с США и ООН. Отношения начались менее, чем через два года после образования обоих государств.

## Исторические отношения
Израиль открыл свое посольство в Сеуле в августе 1964 года. Израиль помогал Южной Корее в создании инфраструктуры, водной и оборонной промышленности. Южнокорейская армия купила большую партию израильских вооружений, включая автоматы Uzi. В 1966 году делегации из обеих стран совершили взаимные визиты.
В феврале 1978 года израильское правительство закрыла посольство в Сеуле. Нефтяные кризисы 1973 и 1979 годов повлияли на политику правительства Южной Кореи по отношению к Израилю. Временно Южная Корея начала предпочитать соседей Израиля еврейскому государству.
Южнокорейский президент Пак Чон Хи попросил Моше Даяна пересмотреть свое решение закрыть посольство, но Даян отказался. Однако, дипломатические связи Южной Кореи с Израилем не были заморожены, контакты происходили через Токио. Израильский посол в Токио служил нерезидентным послом для Южной Кореи.
После периода нормализации и замораживания отношений между Израилем и его соседями, Южная Корея одобрила повторное открытие израильского посольства в 1992 году. Оба государства вскоре подписали соглашение о расширении сотрудничества в авиационной промышленности и Институте Вейцмана.

## Экономическое сотрудничество
Торговля между Израилем и Южной Кореей выросла в 6 раз со $148 млн до примерно $1 млрд с 1990 по 2000 год. В течение десяти лет Южная Корея контролировала 15 % израильского рынка импортируемых автомобилей и 20 % рынка мобильных телефонов. Израильский экспорт в Южную Корею также рос экспоненциально в течение этого же периода времени.
В 2001 году Южная Корея и Израиль подписали двустороннее соглашение об основании фонда Исследования и Разработки с целью разработки новых продуктов.
Начиная с лета 2010 года проходит ежегодное мероприятие, Korea Business Conference; его цель — увеличение деловой активности между двумя странами, включая торговлю, инвестиции и деловое партнерство. Конференция была инициирована Ициком Йоной, генеральным директором Yonaco Group в сотрудничестве с Израильским институтом экспорта. Одним из главных результатов конференции является увеличение осведомленности о возможных взаимных инвестициях между двумя странами. Помимо прочего, как прямой результат Конференции, впервые корейский венчурный фонд инвестировал в израильскую венчурную компанию из Реховота.
В августе 2010 года Korea Venture Investment Corp. (KVIC), поддерживаемая государством компания, подписала меморандум о взаимопонимании с израильской Vertex Venture Capital (VVC) для образования фонда с капиталом US$150 млн, который будет использоваться для финансирования совместных венчурных предприятий или слияния и поглощения небольших или средних венчурных фирм в обеих странах.
В 2011 году парламентская делегация из 11 членов встретилась с израильским президентом Шимоном Пересом в отеле Кинг Дэвид в Иерусалиме. Делегацию возглавлял Ли Бьюнг-сук, бывший председатель комитета по наземному транспорту и морским делам Национальной Ассамблем. Также присутствовал Парк Джин, бывший председатель комитета по международным делам и торговле.
11 ноября 2013 года корейской посол в Израиле Ким Ир Су заявил, что Израиль и Южная Корея могут стать экономическими локомотивами, ссылаясь на сотрудничество в сфере высоких технологий между двумя странами. Объявление было сделано во время Первого креативного экономического форума между Кореей и Израилем, проводимого в Тель-Авиве, на котором также выставлялась Korea-Israel Hi-Tech Network — проект, целью которого является увеличение промышленного сотрудничества в различных областях высокотехнологичных отраслей.
В ноябре 2018 года южнокорейская делегация прибыла в Израиль для ознакомления опыта еврейского государства по приему большого количества репатриантов. Делегация, которая должна подготовить почву для возможного объединения двух Корей, провела встречи с руководством Еврейского агентства («Сохнут») и организации «Нефеш ба-Нефеш», обсудив вопросы интеграции масс с отличной ментальностью и культурой. Корейские делегаты также ознакомились с программами «Маса» и «Таглит», школами предармейской подготовки, центрами абсорбции, мобилизацией пожертвований и работой с филантропами.
В 2020 году Республика Корея заняла 4 место в списке крупнейших рынков сбыта израильских товаров в Азии, на общую сумму 2,7 млрд шекелей.

## Военное сотрудничество

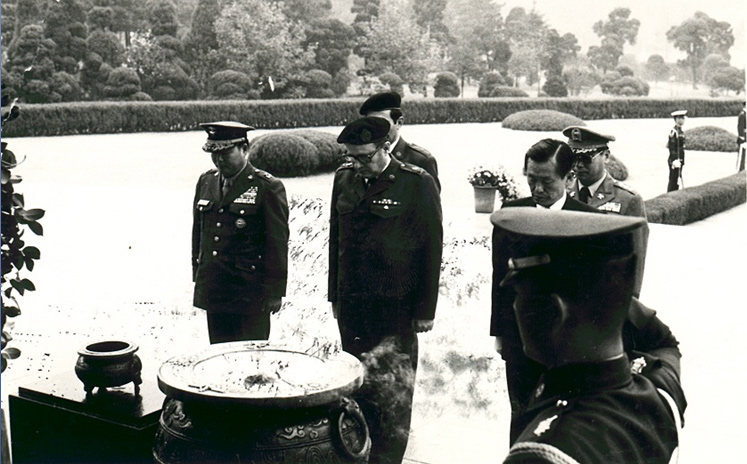
Шломо Газит, глава службы АМАН во время визита в Южную Корею, Национальное кладбище Сеула, 1976 год

В 2009 году Сеул приобрел два израильских радара EL/M-2080 Green Pine («Орен Ярок»), которые поступили на вооружение корейской армии в 2012 году.
Израиль продавал Южной Корее беспилотники, включая БПЛА Harpy. Южная Корея соперничала с итальянскими Aermacchi M-346 в тендере на поставку тренировочных самолетов для ЦАХАЛа. Корейские ВВС обвинили израильтян в том, что Италии было сделано приоритетное обращение после начала переговоров. В январе 2012 года южнокорейское правительство предложило окончательный пакет по промышленному сотрудничеству, чтобы израильское министерство обороны выбрало KAI T-50 Golden Eagle производства корейского аэрокосмического агентства в качестве тренажера пилотов истребителей. Уди Шани, начальник штаба мин. обороны Израиля посетил Южную Корею и провел переговоры о покупке. Сообщалось, что стоимость сделки составила более $1 млрд. В конечном итоге итальянцы выиграли тендер, это решение расстроило Южную Корею. Южная Корея также выражала интерес в покупке израильской системы Железный купол, но эта сделка пока не заключена и рассматривается как находящаяся под угрозой срыва. 15 августа 2014 года Южная Корея вновь выразила интерес в покупке системы Железный Купол.
В октябре 2017 года сообщалось о создании совместного израильско-корейского предприятия «Korea Aviation Technologies» по разработке БПЛА нового поколения. Предприятие создано на основе израильского государственного оборонного концерта IAI и южнокорейской фирмы «Kankuk Carbon».
В ноябре 2018 года Южная Корея выразила желание приобрести две новейших радарных системы «Орен Ярок» израильского концерна «Таасия Авирит» на общую сумму $292 млн. Ожидается, что системы будут поставлены в начале 2020 года.
В октябре 2021 года Израиль заблокировал сделку по продаже совместно разработанных высокотехнологичных вооружений Южной Кореей третьей стороне. Израиль опасается утечки своих технологий. Правительство Южной Кореи угрожало Израилю охлаждением отношений между двумя странами.